# Vértice
Em geometria, um vértice é um ponto em que duas ou mais curvas, retas ou arestas se encontram. Como consequência dessa definição, o ponto em que duas retas se encontram para formar um ângulo e os cantos dos polígonos e dos poliedros são vértices.

## Definição

### De um ângulo

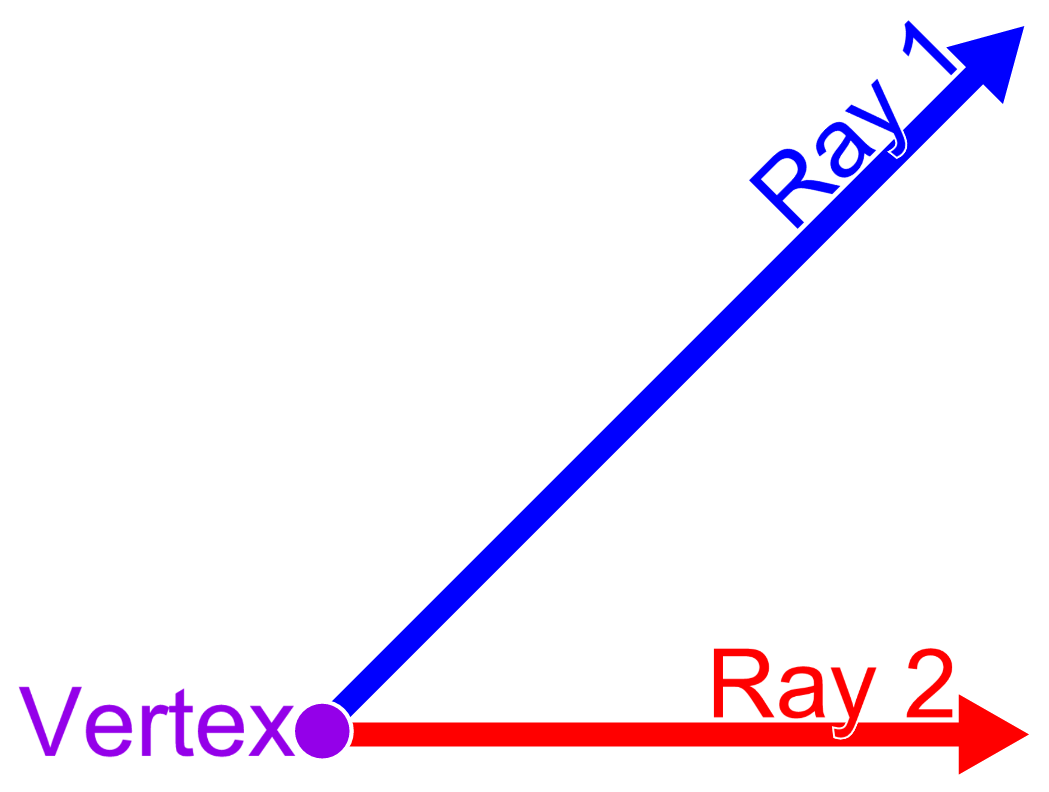
O vértice de um ângulo é o ponto final em que dois segmentos de reta ou semirretas se encontram

O vértice de um ângulo é o ponto em que duas semirretas começam ou se encontram, onde dois segmentos de reta se unem ou se encontram, onde duas retas se intersectam (cruzam) ou qualquer combinação apropriada de semirretas, segmentos e retas que resultem em dois "lados" retos se encontrando em um só lugar.

### De um polítopo
Um vértice é um canto de um polígono, poliedro ou outro polítopo de maior dimensão, formado pela interseção de arestas, faces ou facetas do objeto.
Em um polígono, um vértice é chamado "convexo" se o ângulo interno do polígono, ou seja, o ângulo formado pelas duas arestas do vértice, com o polígono dentro do ângulo, for menor que π radianos (180 °, dois ângulos retos); caso contrário, é chamado de "côncavo" ou "reflexo". Mais geralmente, um vértice de um poliedro ou polítopo é convexo se a interseção do poliedro ou polítopo com uma esfera suficientemente pequena com centro no vértice for convexa, e côncavo caso contrário.
Os vértices de um politopo estão relacionados aos vértices dos grafos, no sentido de que o 1-esqueleto de um polítopo é um grafo, cujos vértices correspondem aos vértices do polítopo, e um grafo pode ser visto como um complexo simplicial unidimensional cujos vértices são os vértices do grafo. No entanto, na teoria dos grafos, os vértices podem ter menos de duas arestas incidentes, o que geralmente não é permitido para vértices geométricos. Existe também uma conexão entre os vértices geométricos e os vértices de uma curva, seus pontos de extrema curvatura: em certo sentido, os vértices de um polígono são pontos de curvatura infinita e, se um polígono for aproximado por uma curva suave, haverá um ponto de extrema curvatura perto de cada vértice do polígono. No entanto, uma aproximação de um polígono por uma curva suave também terá vértices adicionais, nos pontos em que sua curvatura é mínima.

### De uma tesselação do plano
Um vértice de um mosaico ou tesselação do plano é um ponto em que três ou mais ladrilhos se encontram; geralmente, mas nem sempre, os ladrilhos de uma tesselação são polígonos e os vértices da tesselação também são vértices de seus ladrilhos. De um modo mais geral, uma tesselação pode ser vista como um tipo de complexo celular topológico, do mesmo modo que as faces de um poliedro ou politopo; os vértices de outros tipos de complexos, como os complexos simpliciais, são suas faces de dimensão zero.

## Vértice principal

O vértice B é uma orelha, porque o segmento de reta aberto entre C e D está inteiramente dentro do polígono. O vértice C é uma boca, porque o segmento de reta aberto entre A e B está inteiramente fora do polígono.

Um vértice poligonal xi de um polígono simples P é um vértice principal do polígono se a diagonal [x(i − 1), x(i + 1)] só intersecta a borda de P em x(i − 1) e x(i + 1) Existem dois tipos de vértices principais: orelhas e bocas.

### Orelhas
Um vértice principal xi de um polígono simples P é chamado de orelha se a diagonal [x(i − 1), x(i + 1)] que contorna xi encontra-se inteiramente em P (veja também polígono convexo). De acordo com o teorema das duas orelhas, todo polígono simples tem pelo menos duas orelhas.

### Bocas
Um vértice principal xi de um polígono simples P é chamado de boca se a diagonal [x(i − 1), x(i + 1)] se encontra fora da região delimitada por P.

## Número de vértices de um poliedro
A superfície de qualquer poliedro convexo possui a característica de Euler
{\displaystyle V-A+F=2,}
em que V é o número de vértices, A é o número de arestas e F é o número de faces. Essa equação é conhecida como fórmula de Euler para poliedros. Assim, o número de vértices é 2 unidades maior do que a diferença entre o número de arestas e o número de faces. Por exemplo, um cubo tem 12 arestas e 6 faces e, portanto, tem 8 vértices.

## Vértices em computação gráfica
Em computação gráfica, os objetos são frequentemente representados como poliedros triangulados, nos quais os vértices do objeto estão associados não apenas a três coordenadas espaciais, mas também a outras informações gráficas necessárias para renderizar o objeto corretamente, como cores, propriedades de refletância, texturas e normal da superfície; essas propriedades são usadas na renderização por um sombreador de vértice, parte da pipeline de vértices.